# Newcastle International Sports Centre
O Newcastle International Sports Centre é um estádio localizado em Newcastle, no estado de Nova Gales do Sul, na Austrália, possui capacidade para 33.000 pessoas, foi inaugurado em 1970, é a casa do time de rugby league Newcastle Knights e do time de futebol Newcastle Jets FC.